# Tessa Brouwer
Tessa Brouwer (ur. 21 marca 1991 w De Woude) – holenderska pływaczka, specjalizująca się głównie w stylu klasycznym.
Mistrzyni Europy na krótkim basenie z Eindhoven w sztafecie 4 x 50 m stylem zmiennym, brązowa medalistka tych mistrzostw na 100 m żabką.